# Sokolov (distrito)
Sokolov é um distrito da República Checa na região de Karlovy Vary, com uma área de 754 km² com uma população de 93 607 habitantes (2002) e com uma densidade populacional de 124 hab/km².

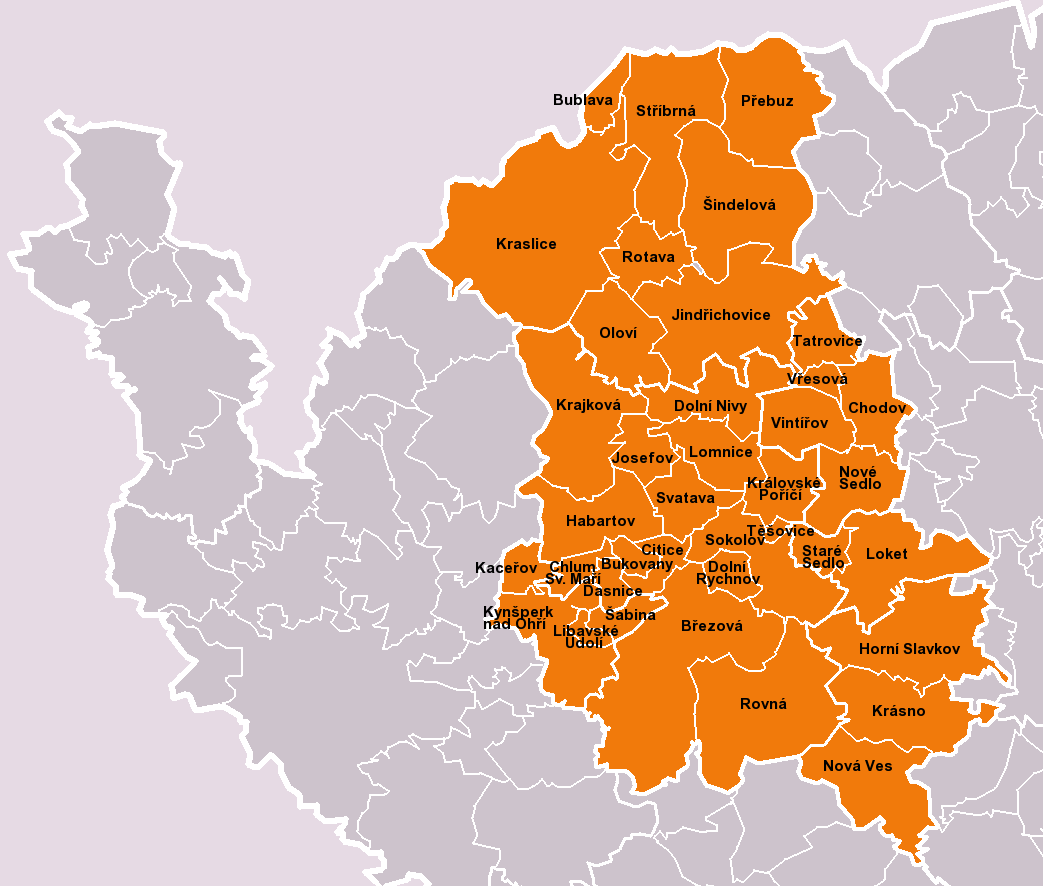